# Meikirch
Meikirch est une commune suisse du canton de Berne, située dans l'arrondissement administratif de Berne-Mittelland.

## Géographie
Meikirch est située sur le versant sud du Frienisberg, à environ dix kilomètres au nord-ouest de la ville de Berne. La municipalité comprend les villages d'Ortschwaben et de Wahlendorf et les hameaux de Grächwil, Aetzikofen et Weissenstein. Jusqu'au 31 décembre 2009, elle faisait partie du district d'Aarberg. C'est la 31e commune de l'arrondissement pour la population, et la 27e pour la superficie.
Les communautés voisines sont, au nord, Schüpfen, à l'est, Kirchlindach, au sud, Wohlen bei Bern et, à l'ouest, Seedorf.
Meikirch a une superficie de 10,23 km2. En 2009, 6,57 km2 sont occupés par des terres agricoles et 2,72 km2 par des forêts denses. L'urbanisation couvre 96 ha, dont 5,7 ha pour les habitations et 3,0 ha pour les routes. Les rivières ont une superficie de un hectare.

## Économie
Les terres arables occupent 3,4 km2, les pâturages 69 ha et le vergers et vignobles 12 ha. Le secteur agricole comprend, en 2005, 33 entreprises.
L'industrie compte, en 2005, 21 entreprises. Il y a 50 entreprises de services.
Meikirch a un taux de chômage de 1,22 %. En 2005, 98 personnes travaillent dans le secteur primaire, 140 dans le secteur secondaire et 218 dans le secteur tertiaire.

## Démographie
Au 31 décembre 2023, Meikirch compte 2 580 habitants. Entre 1999 et 2009, le taux de croissance annuel de la population est de 0,1 %.
En 2007, la proportion d'étrangers s'élève à 5,2 %. En 2000, 95,4 % de la population parlent allemand, 1,0 % français et 0,8 % italien.
| 2001  | 2003  | 2005  | 2006  | 2007  | 2009  | 2010  |
| ----- | ----- | ----- | ----- | ----- | ----- | ----- |
| 2 404 | 2 466 | 2 385 | 2 404 | 2 334 | 2 380 | 2 368 |

En 2000, 25,8 % de la population ont moins de 20 ans, 61,4 % entre 20 et 64 ans et 12,8 % ont 65 ans ou plus.

## Politique
Aux élections de 2007, l'UDC obtient 32,6 % des suffrages, le PRD 18,3 %, le PSS 18,2 % et les Verts 15,8 %.

## Éducation
À Meikirch, environ 87 % de la population âgée de 25 à 64 a un niveau d'éducation secondaire ou supérieure (université ou Fachhochschule).

## Histoire
Le site de Meikirch est occupé à l'époque romaine. Des fouilles ont mis au jour une villa dans laquelle ont été relevées cinq inscription peintes :
ṬEND[EPOM]ẠṆDVODVRO
CATẸṆI MIO TOMAPOBI
[…]ḌỌSES[.]Ṿ[.]ỌḌ[..]ỌDEṚNṬṂ[.]R[..]ONṢ[.]
IṢỌṾṂỌNDVOCEDE
ḤOC EṢṬ CAPRATINA
La première inscription est placée au-dessus d'une image représentant un cheval ou un poney (mandus, en gaulois). La seconde est illustrée par un taureau. La troisième surmonte l'image d'un artisan portant tablier et taillant à pierre, montrant une maison. La quatrième semble désignerer un homme coiffé d'un chapeau conique, montrant le bas de son corps en relevant son vêtement devant trois statues ithyphalliques sommairement façonnées. La cinquième correspond à une chèvre semblant fouler des raisins dans une cuve. Capratina est à la fois proche du nom latin de la chèvre (capra) et du surnom de Junon (Caprotina).
Sur une peinture murale de cette villa, le nom d’Epomanduodorum (Mandeure, Doubs, France) figure avec la représentation de trois enseignes militaires dont l’une est surmontée du buste d’un empereur et, au premier plan, le dessin d’un petit cheval.

## Monuments et curiosités
L'église réformée est une construction gothique tardive à une nef, transformée en style baroque en 1747. Sur la face sud s'appuie un clocher roman avec lésènes et série d'arcatures aveugles. Le presbytère néo-classique date de 1795.

## Transports
Meikirch est à environ un quart d'heure de Berne par la route.